# Jacqueline Börner
Jacqueline Börner, heute Schubert (* 30. März 1965 in Wismar) ist eine ehemalige deutsche Eisschnellläuferin. Sie startete für den Berliner TSC.
Mit vier Jahren zog Börner aus ihrer Geburtsstadt nach Ost-Berlin, wo sie anfangs noch als Leichtathletin aktiv war. Mit zehn Jahren kam sie dann zum Eisschnelllauf, den sie ab 1978 beim TSC Berlin ausübte.
Nachdem sie 1989 den Gesamtweltcup auf der 1500 m-Strecke und 1990 bei der Weltmeisterschaft in Calgary Gold im Mehrkampf gewonnen hatte, drohte Börner nur acht Monate später das vorzeitige Karriereende. Beim Radtraining wurde sie im August 1990 von einem Auto angefahren, wobei sie sich neben Kopfverletzungen auch einen Fußbruch und Kreuzbandriss zuzog. Nach mehreren Reha-Maßnahmen erreichte sie im Dezember 1991 bei den Deutschen Meisterschaften zwei zweite Plätze über 1500 m und 3000 m und qualifizierte sich für die Olympischen Winterspiele in Albertville. Dort errang sie mit der Goldmedaille über die 1500 Meter den größten Erfolg ihrer Laufbahn und wurde anschließend mit dem Silbernen Lorbeerblatt ausgezeichnet.
1997 beendete die gelernte Bankkauffrau Börner ihre sportliche Karriere, ohne einen nationalen Meistertitel gewonnen zu haben. Ein Jahr später wurde sie mit dem Georg von Opel-Preis ausgezeichnet. Ebenfalls 1998 wurde sie Abteilungsleiterin der Eisschnellläufer beim Berliner TSC. Sie ist seit 2004 mit ihrem ehemaligen Trainer Thomas Schubert verheiratet und trägt seitdem den Namen Schubert.